# Каменка (Кораблинский район)
Каменка — деревня в Кораблинском районе Рязанской области России, входит в состав Незнановского сельского поселения.

## Географическое положение
Каменка находится в северной части Кораблинского района, в 18 км к северу от райцентра.
Близ деревни протекает река Каменка.
Ближайшие населённые пункты:

— деревня Павловка в 1 км к северо-западупо грунтовой дороге;

— село Никитино в 2,5 км к востоку по асфальтированной дороге.

## Население
| 2010 |
| ---- |
| 135  |

## История
Станция Никитино была открыта при строительстве в 1866 году Рязано-Уральской железной дороги. При ней был основан станционный посёлок Никитинский, в 1904 году станция и посёлок были названы Чемодановкой.
8 декабря 1914 года на станции Чемодановка останавливался на ночлег император Николай II.
В настоящее время посёлок не существует, так как был присоединён к деревне Каменке.

## Хозяйство
В период коллективизации в Каменке был образован колхоз имени Максима Горького.

## Инфраструктура
Дорожная сеть
К деревне проложено асфальтированное ответвление от автотрассы регионального значения Р-126 «Рязань—Ряжск».
Уличная сеть
- ул. Луговая
- ул. Почтовая
- ул. Привокзальная
- пер. Садовый
- ул. Школьная

Транспорт
В Каменке находится железнодорожная станция «Чемодановка», которая находится на линии Рязань — Мичуринск Московско-Рязанского отделения Московской железной дороги.
Связь
В деревне действует сельское отделение почтовой связи «Каменка». Индекс 391215.
Оно обслуживает населённые пункты: Алексеевка, Асаново, Добрятино, Каменка, Лоша, Никитино, Павловка.
Образование
Ранее в Каменке работала начальная школа, но она была закрыта из-за малого количества учащихся.